# Juana Alarco de Dammert
Juana Alarco Espinoza de Dammert (Lima, 27 de maig de 1842 - Lima, 2 d'agost de 1932) va ser una filantropa i benefactora de la infantesa peruana, ambeguda com La abuelita de los niños (l'àvia dels nens). Va fundar la Societat Auxiliadora de la Infància, que va promoure la creació d'una Escola Maternal per a la cura i l'ensenyament de nens orfes de 7 a 12 anys d'edat, així com la primera escola bressol maternal per a fills de mares treballadores. En aquest sentit va ser precursora dels serveis d'assistència social.
En el seu honor i la seva memòria dues institucions públiques educatives o col·legis nacionals de Lima porten el seu nom: la Institució Educativa Juana Alarco de Dammert (Cercado de Lima) i la Institució Educativa Juana Alarco de Dammert (Miraflores).

## Biografia
Juana Alarco de Dammert era filla de Julián Alarco Garavito i Mercedes Espinoza. Va estudiar a una escola pública dirigida per Cruz Andrade de Noel i es va graduar amb l'ajut de classes particulars de francès i música.
El 31 de desembre de 1861 es va casar a l'església del Sagrari de la Catedral de Lima amb Juan Luis Dammert Amsink, un important comerciant alemany. Això li va permetre viatjar a França, i a París es va dedicar a la lectura, cosa que més tard li va generar un interès creixent per l'atenció sociosanitària dels nens i les seves mares.
El 1894 va formar la societat anomenada Auxiliadora para asistir a los heridos (auxiliadora per a assistir ferits). Va servir per ajudar les persones ferides en hospitals i presons. Va rebre ajuda del president Andrés A. Cáceres.
Durant la guerra civil, a Lima va instal·lar una ambulància a la plaça del Teatre, amb 50 llits, i va atendre 227 ferits. En els dos mesos següents, es va utilitzar com a centre hospitalari improvisat de donació de sang.
Després que tothom tornés a casa de la guerra civil, molts nens havien quedat orfes i havien quedat al carrer. Juana va ambvocar totes les dones de la societat per ajudar els desafavorits. Va promoure el naixement de la Societat Auxiliadora de la Infància a la que va dedicar-hi la resta de la seva vida. Gràcies als fons recaptats per aquesta institució, va poder finançar l'establiment d'una maternitat el 1896, on es van formar molts voluntaris com a professors.
Com que els fons recaptats per la institució no eren suficients, el 1900 Juana Alarco de Dammert va organitzar esdeveniments i treballs benèfics per assolir el capital necessari.

## Descendència
Juana Alarco i Juan Luis Dammert van tenir els fills següents:
- Juan Enrique Dammert Alarco, casat amb Victoria Elguera Seminario.
- Guillermina Dammert Alarco, casada amb Eduardo Dibós Pflücker. D'aquest matrimoni en descendeixen Eduardo Dibós Dammert, Eduardo Dibós Chappuis, Eduardo Dibós Silva, Denisse Dibós Silva, Francisco Boza Dibós i Beatriz Boza Dibós.
- Francisco Dammert Alarco, casat amb Rosina Muelle de la Torre-Ugarte. De este matrimonio nace Miguel Dammert Muelle. Descienden también Alfredo Dammert Lira, Claudia Dammert Herrera y Johanna San Miguel Dammert.
- Augusto Dammert Alarco, casat amb María Victoria León Porta. Van tenir com a fill al diplomàtic Augusto Dammert León.
- Mercedes Dammert Alarco, casada amb Óscar Ramos Cabieses.
- Enrique Dammert Alarco, casat amb Rebeca Bellido Vivanco. D'aquest matrimoni en descendeixen José Dammert Bellido i Manuel Dammert Ego-Aguirre.
- Adolfo Dammert Alarco, casat amb Ana Tode Pusch.